# Funiculaire Saint-Imier - Mont-Soleil

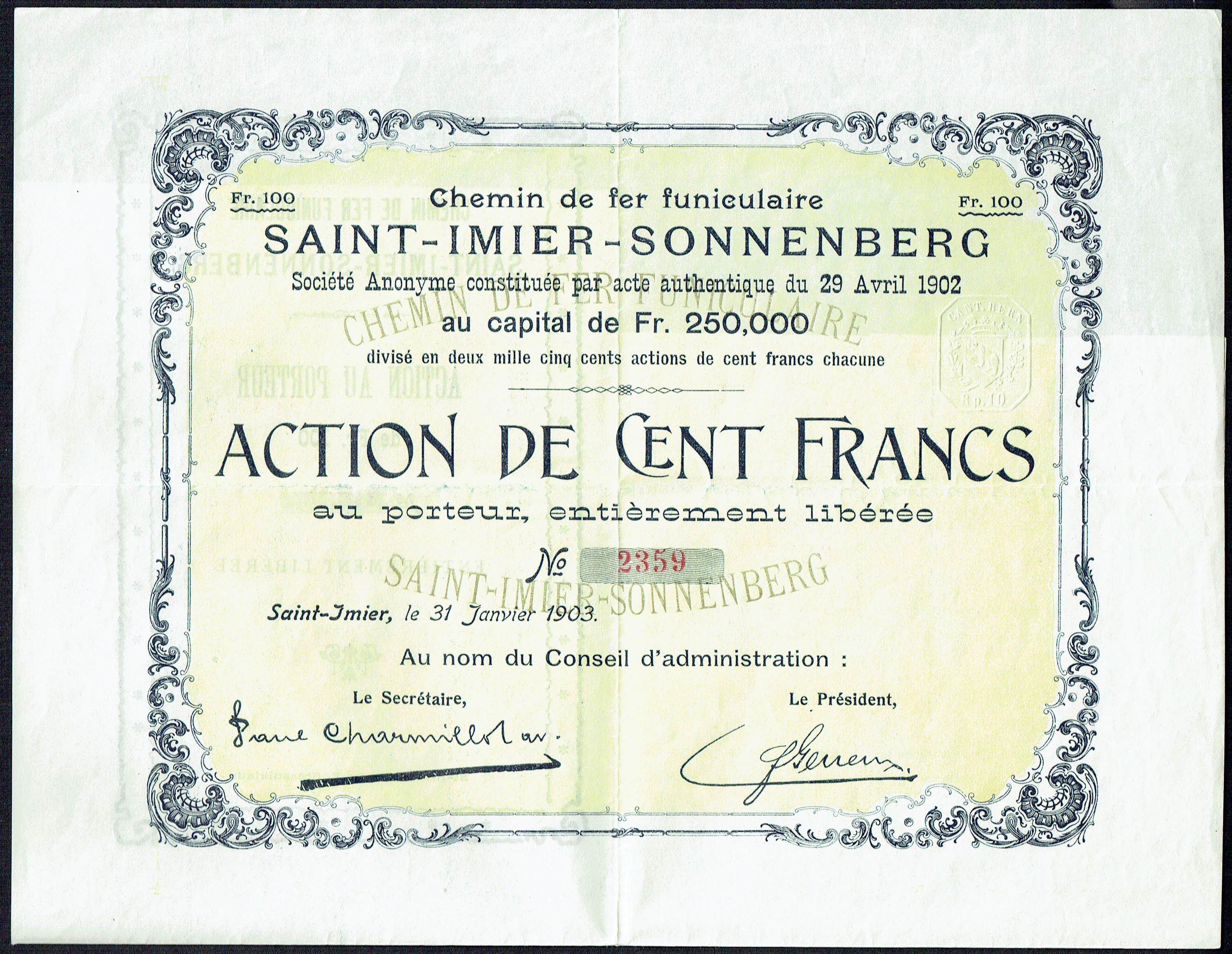
Action de la Chemins de Fer Funiculaire Saint-Imier-Sonnenberg S. A. en date du 31 janvier 1903

L'idée de construire un funiculaire St-Imier-Mont-Soleil a été émise à la fin du XIXe siècle par le Dr Ernest Miéville. On projetait alors d'édifier des hôtels, un sanatorium et un théâtre en plein air à Mont-Soleil.
En 1899, la Confédération accorda une concession pour la construction et l'exploitation du funiculaire. La ligne fut ouverte le 8 août 1903. La durée du trajet était de 10 minutes. Elle passa à huit minutes en 1913. Le 15 mai 1937, de nouvelles carrosseries métalliques remplacèrent les anciennes qui étaient en bois. À partir de 1950, la société commença à être en deficit ce qui a contraint la compagnie à utiliser qu'une seule voiture, la deuxième utilisée qu'en cas de grosse affluence. En 1969, le moteur alternatif fut remplacé par un moteur à courant continu, alimenté par un alternateur. La longueur du premier tronçon était de 728 mètres et avait une dénivellation de 341 mètres, l'installation comportait 2 cabines de 54 places chacune construites par Von Roll.
La longueur de la ligne est de 743 mètres, sa dénivellation 351 mètres. D’importants travaux de modernisation ont été effectués au début des années 2003 juste après que le funiculaire fut repris par des passionnés, il a été rouvert le 15 novembre 2003. À part le tracé, rien ne subsiste de l’ancien actuel, pas même les stations inférieure et supérieure. L'une comme l'autre ont été déplacées de manière à s'ouvrir directement sur les routes et de permettre un accès aisé aux poussettes comme aux chaises roulantes. Mû par un treuil situé dans la station supérieure, l'unique cabine peut convoyer jusqu’à 60 personnes. À pleine puissance, le trajet ne dure guère plus de deux minutes.

## Caractéristiques[1]
- Une seule voiture
- Longueur exploitée : 743 mètres
- Dénivelé : 351 mètres
- Rampe : de 390 à 600 ‰
- Écartement des rails : 1 000 mm
- Traction : électrique.
- Machinerie et poste de commande : dans la station supérieure
- Capacité : 420 personnes/heure
- Vitesse : 5 m/s
- Durée du trajet : 4 min
- Constructeurs : Doppelmayr-Von Roll, Gangloff (voiture)